# Rob Jarvis
Robert S. Jarvis (* 1965 in Wirral) ist ein englischer Fernseh- und Filmschauspieler.

## Leben
Jarvis ist bekannt für die Rolle als Barmann Eddie in der BBC-Serie Hustle – Unehrlich währt am längsten.

## Filmografie (Auswahl)
- 1988–2008: Casualty (Fernsehserie, 4 Folgen)
- 1996: The Brittas Empire (Fernsehserie)
- 1996: Call Red (Fernsehserie)
- 1997–1998: Jonathan Creek (Fernsehserie)
- 1997–2005: The Bill (Fernsehserie)
- 1998: The End (Kurzfilm)
- 1998: Ultraviolet (Fernsehserie)
- 1998: The Broker’s Man (Fernsehserie)
- 1998: Among Giants – Zwischen Himmel und Erde (Among Giants)
- 1999: People Like Us (Fernsehserie)
- 1999: Elephant Juice
- 1999: The Darkest Light
- 1999: Harbour Lights (Fernsehserie)
- 2001: Dalziel and Pascoe (Fernsehserie)
- 2002: Heartlands – Mitten ins Herz (Heartlands)
- 2002: Shadowman (Kurzfilm)
- 2003: Charles II: The Power & the Passion (Mini-Fernsehserie)
- 2003: The Bone Trade (Kurzfilm)
- 2003–2004: Two Pints of Lager and a Packet of Crisps (Fernsehserie)
- 2004–2012: Hustle – Unehrlich währt am längsten (Hustle, Fernsehserie)
- 2006: Tripping Over (Fernsehserie)
- 2006: Grownups (Fernsehserie)
- 2008: Waking the Dead – Im Auftrag der Toten (Waking the Dead)
- 2008: Lead Balloon (Fernsehserie)
- 2009: Waterloo Road (Fernsehserie)
- 2009: The Fixer (Fernsehserie)
- 2009: New Tricks – Die Krimispezialisten (New Tricks, Fernsehserie)
- 2010: Luther (Fernsehserie)
- 2010: Toast (Fernsehfilm)
- 2011: One Man (Kurzfilm)
- 2011: Law & Order: UK (Fernsehserie)
- 2012: Hunted – Vertraue niemandem (Hunted, Fernsehserie)
- 2012: Dr. Monroe (Fernsehserie)
- 2013: Doctor Who (Fernsehserie)
- 2013: Silent Witness (Fernsehserie)
- 2013: Moving On (Fernsehserie)
- 2013: Death in Paradise (Fernsehserie)
- 2014: Der junge Inspektor Morse (Fernsehserie)
- 2014: The Bletchley Circle (Fernsehserie)
- 2014: A Complicated Way to Live (Kurzfilm)
- 2015: Vera – Ein ganz spezieller Fall (Vera, Fernsehserie)
- 2016: Father Brown - Die Moral des Henkers
- 2018: Collateral (Fernsehvierteiler)
- 2021: Emmerdale (Fernsehserie, 12 Folgen)